# بین دو سرخس: فیلم
بین دو سرخس: فیلم (Between Two Ferns: The Movie) یک فیلم کمدی آمریکایی در سال ۲۰۱۹ به کارگردانی اسکات آکرمن و با بازی زک گالیفیناکیس است. این فیلم در تاریخ ۲۰ سپتامبر ۲۰۱۹ در نت‌فلیکس منتشر شد.
بین دو سرخس که پیش از این با قسمت‌های ۵ دقیقه ای اش شناخته می‌شد در سال ۲۰۱۹ به شکل فیلم درآمد تا زندگی زک گالیفیاناکیس را در قالب برنامه اش به تصویر بکشد.
حضور افراد مطرح در این اثر ۸۳ دقیقه ای و شوخی‌های زک از نکات قابل توجه فیلم است. از بازیگران این فیلم می‌توان به کیانو ریوز، متیو مک کانهی، پاول راد، جان لجند و جان هم اشاره کرد.
امتیاز این اثر در وبسایت IMDB نیز ۶٫۱ است.

## داستان
زک گالیفیاناکیس یک مجری یکی از نمایش‌های تلویزیونی نیمه مطرح است که نمایشش با ایرادهای فراوانی همراه بود در همین حین مدیر شبکه تلویزیونی به او اولتیماتومی یک هفته ای برای جبران اشتباه‌هایش می‌کند. در همین حین مشکلات بیشتری برای او پیش می‌آید.

## بازیگران
- زک گالیفیاناکیس به عنوان خودش
- لورن لاپکوس به عنوان کارول هانچ
- رایان گول به عنوان کامرون "کام" کمپبل
- جیاوانی لینایائو در نقش "Boom Boom" De Laurentis
- ادی پاترسون در نقش شارل کلارت
- رقا شانکار به عنوان گایا
- مری شایر در نقش Frannie Schindindlin
- مری هلند به عنوان جری پلو
- مت بیسر به عنوان مایک بورکو
- فیل هندری به عنوان بیل یام
- پل رست در نقش یوجین تنیسون است
- مایلز به عنوان مایکل
- بلیک کلارک به عنوان ارل Canderton
- پل اف. تامپکینز در نقش Burnt Millipede
- Demi Adejuyigbe به عنوان DJ Fwap
- ماندل ماگان به عنوان نیک جفریس

## سایر بازیگران در نقش خودشان
- آدام اسکات
- آکوافینا
- بروس ویلیس (برداشت آرشیو)
- بری لارسون
- بندیکت کامبربچ
- پاول راد
- پیتر دینکلیج
- تسا تامپسون
- تیفانی هدیش
- جان چو
- جان لجند
- جان هم
- جیسون شوارتزمن
- چنس د رپر
- دیوید لترمن
- رشیدا جونز
- فیبی بریدجرز
- کریسی تیگن
- کیانو ریوز
- گل گدوت
- مت برنینگر
- متیو مک کانهی
- والتر مارتین
- ویل فرل
- هیلی استاینفلد

## انتشار
در تاریخ ۲۳ مه ۲۰۱۹، Funny or Die اعلام کرد که این نسخه از فیلم بین Better Ferns با Zach Galifianakis را برای نتفلیکس ساخته‌است. این فیلم به کارگردانی اسکات اوکرمن، سازنده سریال اصلی ساخته شده‌است و توسط اوکرمن، گالیفیاناکیس، کیتلین دالی و مایک فراه تهیه شده‌است. در تاریخ ۱۷ ژوئن سال ۲۰۱۹ گزارش شد که رایان گول، لورن لاپکوس و جیوانی لینایائو در کنار گالیفیاناکیس بخشی از بازیگران بود.
این فیلم در تاریخ ۲۰ سپتامبر ۲۰۱۹ در نت‌فلیکس منتشر شد.